# Esplús
Esplús település Spanyolországban, Huesca tartományban. Esplús Binéfar, Tamarite de Litera, Vencillón, Belver de Cinca és Binaced községekkel határos. Lakosainak száma 664 fő (2024).

## Népesség
A település népessége az utóbbi években az alábbiak szerint változott:
| Lakosok száma | 751  | 733  | 704  | 681  | 654  | 646  | 612  | 581  | 649  | 664  |
|               | 2001 | 2004 | 2006 | 2009 | 2011 | 2014 | 2016 | 2019 | 2021 | 2024 |